# Ottilie Maclaren Wallace
Ottilie Helen Maclaren (ou McLaren) Wallace, née 2 août 1875 et morte le 17 octobre 1947, est une sculptrice, membre associée de la Royal Society of British Sculptors,.

## Famille et enfance

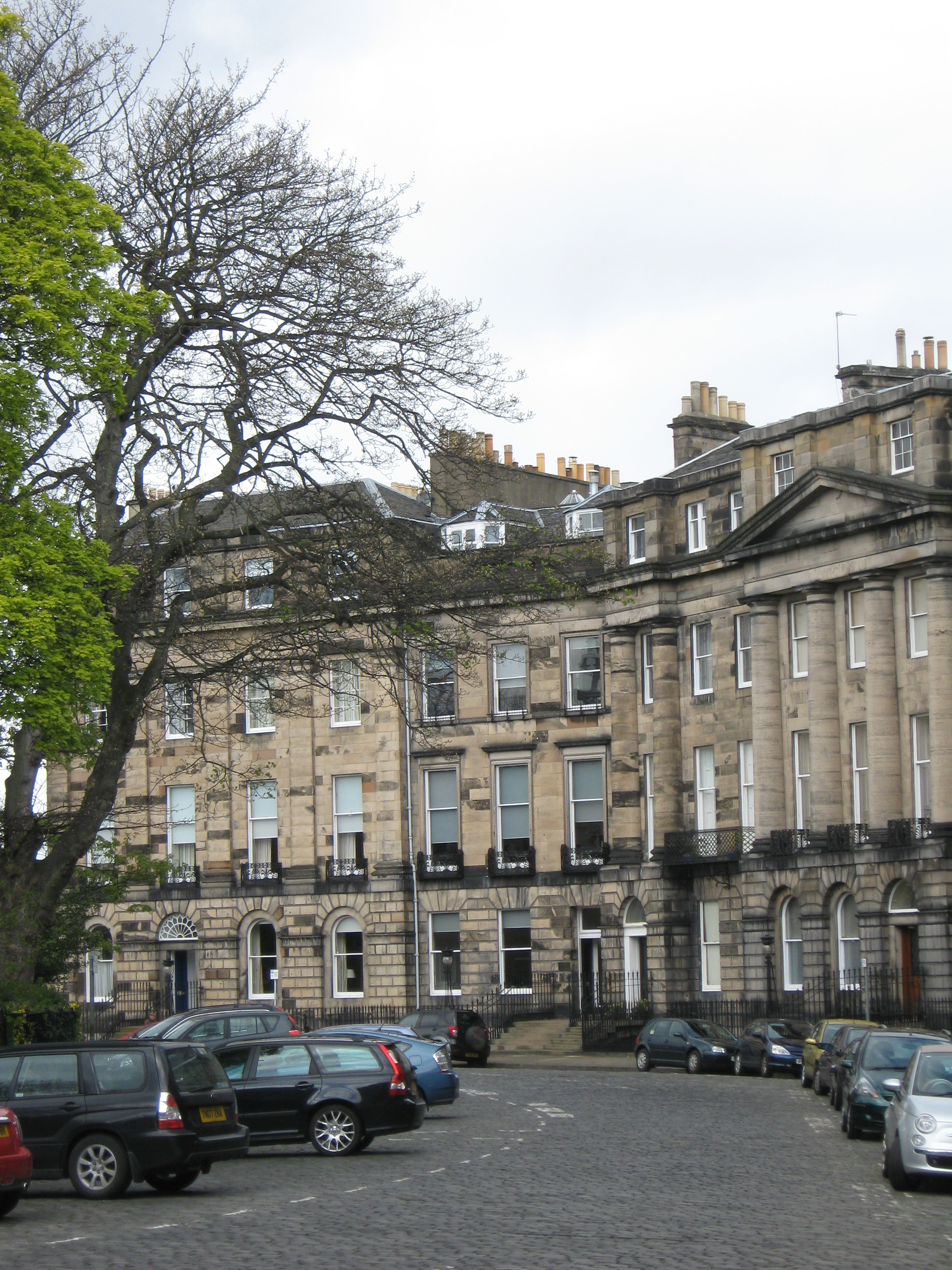
Moray Place, Édimbourg, où la famille de Wallace possède une maison de ville.

Ottilie Helen McLaren nait le 2 août 1875. Ses parents sont Ottilie Schwabe, une femme originaire de Glasgow, issue d'une famille juive allemande et John McLaren (1831-1910), avocat d'Édimbourg, collectionneur d’œuvres d'art et ancien Lord Advocate d'Écosse. La famille est connue et aisée ; elle possède notamment une maison de ville à Moray Place, à Édimbourg, et une maison de vacances dans les Highlands. Wallace se considère elle-même comme un « mélange de Celte et de Juive ». Il est possible qu'elle ait initialement commencé la sculpture comme thérapie après une maladie.

## Études
Dans les années 1880 à Édimbourg, l'éducation artistique des femmes est strictement limitée par les règles de la Royal Scottish Academy. Même si elles peuvent étudier jusqu'à un certain niveau à l'école du Board of Trustees, elles ne sont pas admises dans les classes de la RSA et sont obligées de poursuivre leurs études de manière indépendante.
De 1895 à 1896, Wallace étudie auprès du poète et sculpteur James Pittendrigh MacGillivray,. Soutenant ses ambitions de sculptrice, la famille de Wallace lui verse en 1897 une allocation qui lui permet de poursuivre ses études dans les écoles d'art de Paris, alors qu'elle a 22 ans.
Au tournant du siècle, Paris est une capitale culturelle reconnue avec une scène artistique d'avant-garde dynamique. Wallace rejoint l'Académie Colarossi, où elle est formée par le sculpteur reconnu Jean-Antoine Injalbert. Elle suit également des cours d'anatomie à l'École des beaux-arts, qui commence alors à admettre des étudiantes.

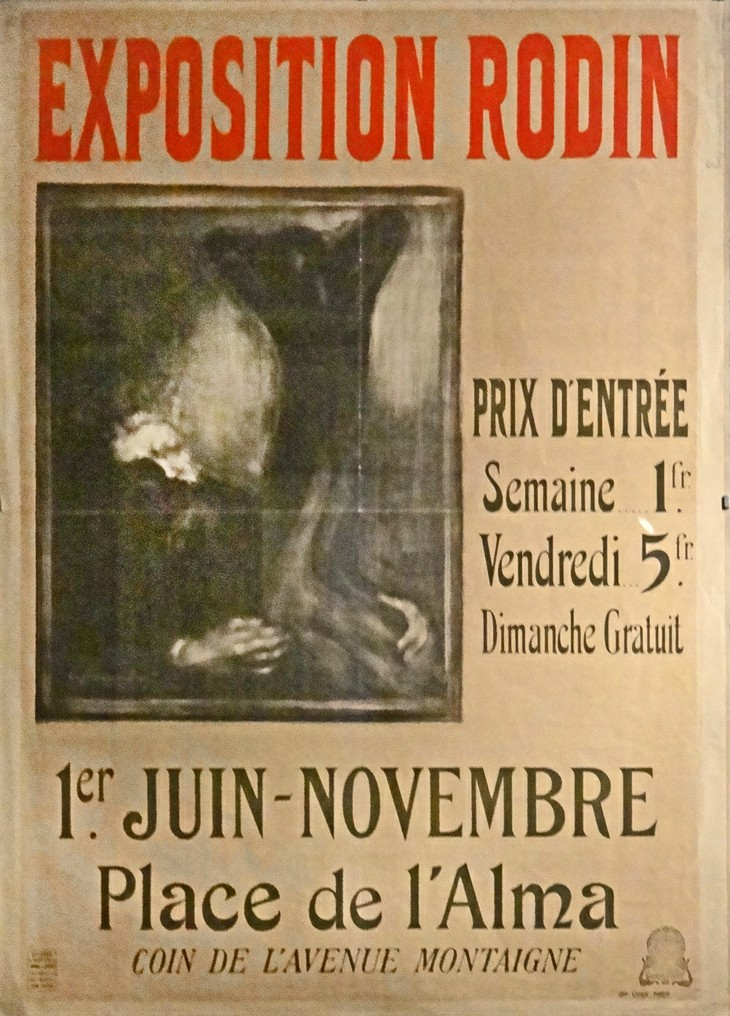
Eugène Carrière, Affiche pour l'exposition Rodin à l'Alma, 1900.

En 1899, après une courte période sous la tutelle de Camille Claudel, Wallace devient l'élève d'Auguste Rodin,. Wallace travaille en étroite collaboration avec le sculpteur pendant deux années. Elle l'aide notamment à organiser son pavillon à l'Exposition universelle de 1900 à Paris, qui attire des commandes de mécènes étrangers. En 1901, elle effectue avec lui un voyage d’études pour examiner les sculptures de la cathédrale de Chartres.
De 1900 à 1901, Wallace loge dans le quartier des artistes de Montparnasse, rue Duguay-Trouin, où, au mépris des conventions, elle peut recevoir librement la visite de son fiancé, William Wallace.

## Carrière artistique
À son retour à Édimbourg en 1901, l'artiste loue un studio à George Street. Elle expose à la Royal Scottish Academy.
Le 11 avril 1905, elle épouse William Wallace, chirurgien ophtalmologiste, peintre et compositeur. Peu de temps après, elle s'installe à Londres où elle crée un cours de sculpture pour femmes, basé sur les méthodes de Rodin.

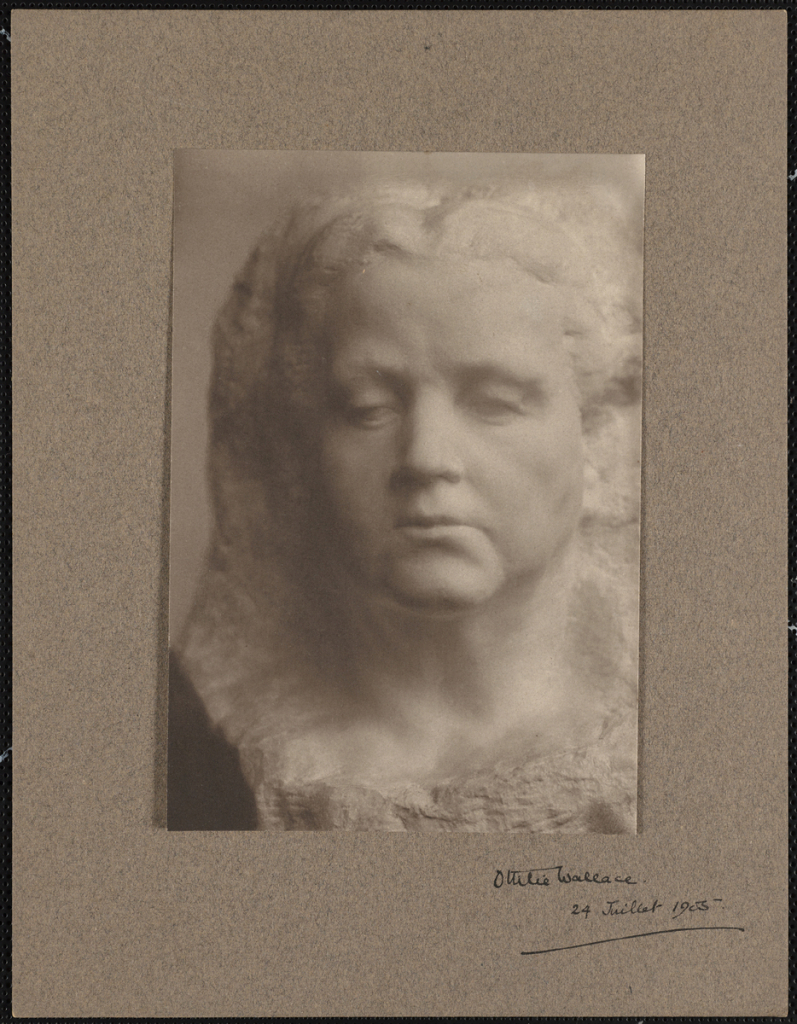
Otillie Wallace, Buste en marbre, 1905.

Malgré son association avec Rodin, le travail de Wallace est dans un style européen plus classique que celui de son maitre. Une grande partie de son œuvre se trouve dans des collections privées et est actuellement peu vue.

## Expositions et récompenses
Wallace expose régulièrement avec l'International Society of Sculptors, Painters and Engravers (Londres), la Royal Academy of Arts (Londres), la Royal Scottish Academy (Édimbourg), ainsi qu'au Royal Glasgow Institute of the Fine Arts (Glasgow). À partir de 1905, elle expose habituellement sous son nom de femme mariée. Wallace est membre associée de la Royal British Society of Sculptors.
La suite pour piano de William Wallace, A Suite in the Olden Style, lui est dédiée.